# The Box Tops
The Box Tops var en soul/pop/rockgruppe fra Memphis, USA, der blev dannet i 1967. Bandet er bedst kendte for deres hits "The Letter", "Neon Rainbow", "Soul Deep", "I Met Her in Church", og "Cry Like A Baby". Forsanger Alex Chilton gik senere hen og dannede powerpop bandet Big Star samt lancerede en karriere som solist.

## Historie

### Dannelse og de tidlige år som "The Devilles" (1963-1967)
The Box Tops startede karrieren ud som The Devilles, og var startet med at spille i Memphis i 1963. The Devilles medlemmer blev ofte skiftet ud, og derfor skiftede bandet navn flere gange, bl.a. til "Ronnie and The Devilles", men skiftede senere tilbage til "The Devilles".
I January 1967 bestod gruppen af initiativtageren Danny Smythe (trommer) (født 25. august, 1948 i Memphis, Tennessee), samt de nyere medlemmer John Evans (guitar, keyboard, baggrundssanger) (født 18. juni, 1948 i Memphis), Alex Chilton (forsanger, guitar) (født 28. december, 1950 i Memphis—død 17. marts, 2010 i New Orleans), Bill Cunningham (bas guitar, keyboard, baggrundssanger) (født 23. januar, 1950 i Memphis) og Gary Talley (guitar, sitar, bas, baggrundssanger) (født 17. august, 1947 i Memphis). For at undgå navneforvirring med et andet band af samme navn, tog bandet senere navn til "Box Tops".

### "The Letter" og international succes (1967-1968)
I 1967 gik de i studiet sammen med producer Dan Penn og optog en rock-version af Wayne Carson Thompsons sang "The Letter". Sangen blev et internationalt hit i midten af '67, hvor den nåede steg til tops på Billboard's hitliste og forblev der i fire uger. LP'en, produceret af Penn, solgte over fire millioner kopier og modtog to Grammy Awards nomineringer samt en guldplade.
Bandet fulgte "The Letter" op med sangen "Neon Rainbow", og et album blev produceret kaldet The Letter/Neon Rainbow som udkom i november, 1967. Over en ni-måneds periode udgav The Box Tops tre albums, hvor gæstekunstere bl.a. inkluderede Reggie Young, Tommy Cogbill, Gene Chrisman, og Bobby Womack. 
"Cry Like a Baby" var et stort hit for bandet i 1968, hvor den nåede nummer to på Billboard hitlisten, og Box Tops modtog endnu en guldplade for salget af singlen. "I Met Her In Church" og "Choo-Choo Train" blev også udgivet det år, og i slutningen af 1968 udgav de årets sidste single "Sweet Cream Ladies, Forward March", som var blevet produceret af Chips Moman og Tommy Cogbill, der havde afløst Mann tidligere på året.

### Forandringer (1968-1970)
I januar, 1968, havde både John Evans og Danny Smythe forladt bandet for at tage en uddannelse, da de ville undgå at blive indkaldt til militæret. Bassist Rick Allen (født 28. januar, 1946 i Little Rock, Arkansas) fra The Gentrys og trommeslager Thomas Boggs (født 16. juli, 1947 i Wynne, Arkansas, død 5. maj, 2008 i Memphis, Tennessee) fra The Board of Directors afløste dem samme år. 
Efter et par mindre hits "Soul Deep" og "Turn On A Dream", forlod også Bill Cunningham gruppen i 1969 og blev afløst af Harold Cloud.
I februar, 1970, bestemte de resterende medlemmer, Talley og Chilton, at opløse gruppen. Deres pladeselskab holdt dog fast i nogle af Box Tops sidste singler, og bl.a. "You Keep Tightening Up On Me" og "King's Highway" blev udgivet efter bandets opløsning.

### Efter Box Tops
Alle Box Tops' medlemmer gik hen og arbejdede i musikindustrien efter at være gået hver til sit. Chilton fortsatte karrieren i Big Star, Tav Falco's Panther Burns samt plejede en solo-karriere. Guitarist Talley fortsatte med at være sessionsguitarist og arbejdede bl.a. med Billy Preston, Hank Ballard, Chips Moman, Billy Lee Riley, Billy Joe Royal, Webb Pierce, Waylon Jennings, Tracy Nelson, Willie Nelson, Tammy Wynette og Sam & Dave's Sam Moore. Bassist Cunningham blev en del af Det Hvide Hus' orkester i Washington, D.C., efter at have taget sin kandidat i musik. I 80'erne tog han en MBA og skiftede karrierespor efter at have arbejdet med store navne som Itzhak Perlman og Pinchas Zukerman. Evans spillede i forskellige Memphis grupper, og begyndte senere en karriere som IT-tekniker, mens Smythe optrådte for diverse Memphis soul og blues grupper.

### Gendannelse (1989-2010)
I 1989 blev Box Tops kort gendannet til en koncert i Nashville, Tennessee med Chilton, Evans, Talley, Harold Cloud og Gene Houston.
I 1996 fandt bandet dog sammen igen, og denne gang blev det permanent efter Cunningham havde organiseret en gendannelse. Gruppen indspillede albummet Tear Off! og begyndte at spille internationale koncerter. Albummet inkluderede numrene "Last Laugh", et cover af Bobby Womack's "I'm in Love," et cover af Eddie Floyd's "Big Bird", et cover af The Gentrys' "Keep on Dancing" og en genindspilning af deres største hit "The Letter". I 2000 forlod John Evans bandet til fordel for en karriere på University of Memphis og blev afløst af Barry Walsh. 
Den 17. marts 2010, døde forsanger Alex Chilton af et hjerteanfald, og gruppen blev opløst.

## Diskografi
Albums
- The Letter/Neon Rainbow (november, 1967) – US #82
- Cry Like a Baby (april, 1968) – US #59
- Non-Stop (juli, 1968)
- Dimensions (september, 1969) – US #77
- Tear Off! (1998)

Opsamlingsalbums
- Super Hits (december, 1968) – US #45
- The Box Tops' Greatest Hits (1982)
- The Ultimate Box Tops (1987)
- The Best of the Box Tops — Soul Deep (1996)

## Eksterne links
- Official band site, discography, and tour dates
- Box Tops page at Last Call Records Arkiveret 26. marts 2010 hos  Wayback Machine
- Box Tops catalogue entry at Last Call Records Arkiveret 13. juli 2011 hos  Wayback Machine
- Classic Bands